# Pseudocyclopia crassicornis
Pseudocyclopia crassicornis är en kräftdjursart som beskrevs av T. Scott 1892. Pseudocyclopia crassicornis ingår i släktet Pseudocyclopia och familjen Pseudocyclopiidae. Arten har ej påträffats i Sverige. Inga underarter finns listade i Catalogue of Life.